# モルニヤ (ロケット)
モルニヤ（ロシア語:Молнияモールニヤ；ラテン文字表記の例:Molniya）は、1960年から2010年にかけてソ連およびロシア連邦で使用された打ち上げロケット。R-7大陸間弾道ミサイルから派生した4段式ロケットで、他のR-7の派生型より段数が1段多い。モルニヤ軌道などの長楕円軌道あるいは高度の高い軌道を持つ人工衛星や、地球重力圏を離れる宇宙探査機の打ち上げに使用された。モルニヤとはロシア語で「雷、稲光」を意味し、モルニアとも表記される。

## 概要
モルニヤの設計はボストークロケットと部分的に共通しているものの、段数が1つ多い。このため楕円軌道や地球離脱軌道に高い精度と自由度でペイロードを投入できた。最初のモルニヤは1960年10月10日に火星探査機を載せて飛び立ったが、第3段エンジンが故障して失敗した。
初期型のモルニヤ（8K78）は26回中12回しか成功しなかった。特に、宇宙空間で第4段エンジンを点火するのに失敗し、衛星や探査機を最終的な軌道に送り届けられないことが多かった。この欠陥は後の型では改善された。1964年に導入されたモルニヤMロケット（8K78M）は、モルニヤ通信衛星、早期警戒衛星、宇宙探査機（ベネラ・マルス）などを打ち上げた。
2010年9月30日に最後のモルニヤMが軍事衛星コスモス2469号の打ち上げに成功し、モルニヤシリーズは運用を終えた。ソユーズ2ロケットや新開発のアンガラ・ロケットが後継として想定されている。